# Oecetis devakiputra
Oecetis devakiputra är en nattsländeart som beskrevs av Schmid 1995. Oecetis devakiputra ingår i släktet Oecetis och familjen långhornssländor. Inga underarter finns listade i Catalogue of Life.